# Kampfgeschwader 153
Das Kampfgeschwader 153 war ein Verband der Luftwaffe der Wehrmacht vor dem Zweiten Weltkrieg. Als Kampfgeschwader, ausgestattet mit Bombern, vom Typ Dornier Do 11 und Dornier Do 23, dann mit der Junkers Ju 86 und zuletzt mit der Dornier Do 17 bildete es Bomberbesatzungen aus für Luftangriffe mit Bomben. Es nahm 1938 am Anschluss Österreichs teil und wurde am 1. Mai 1939 in Kampfgeschwader 3 umbenannt. 

## Aufstellung
Der Geschwaderstab entstand im Rahmen der Aufrüstung der Luftwaffe am 1. April 1936 auf dem Fliegerhorst Merseburg (Lage). Die I. Gruppe bildete sich aus der ehemaligen Fliegergruppe Merseburg auf dem Fliegerhorst Merseburg. Aus der ehemaligen Fliegergruppe Finsterwalde in Finsterwalde (Lage) wurde durch Umbenennung die II. Gruppe, während die III. Gruppe in Altenburg (Lage) entstand. Eine IV. (Ergänzungs-)Gruppe erhielt das Geschwader am 1. April 1937 in Liegnitz (Lage). Anfangs war das Geschwader mangels geeigneter Bomber mit der Junkers Ju 52/3m ausgestattet, einer Transportmaschine. Anschließend folgten mit der Dornier Do 11, der Dornier Do 23, der Junkers Ju 86 und der Dornier Do 17 die ersten Bombertypen. Die Geschwaderkennung war 3Z.

## Gliederung
Der Geschwaderstab führte die I. bis IV. Gruppe die wiederum in Staffeln unterteilt waren. Die 1. bis 3. Staffel gehörte der I. Gruppe, die 4. bis 6. Staffel der II. Gruppe, die 7. bis 9. Staffel der III. Gruppe und die 10. bis 12. Staffel der IV. Gruppe an.

## Geschichte

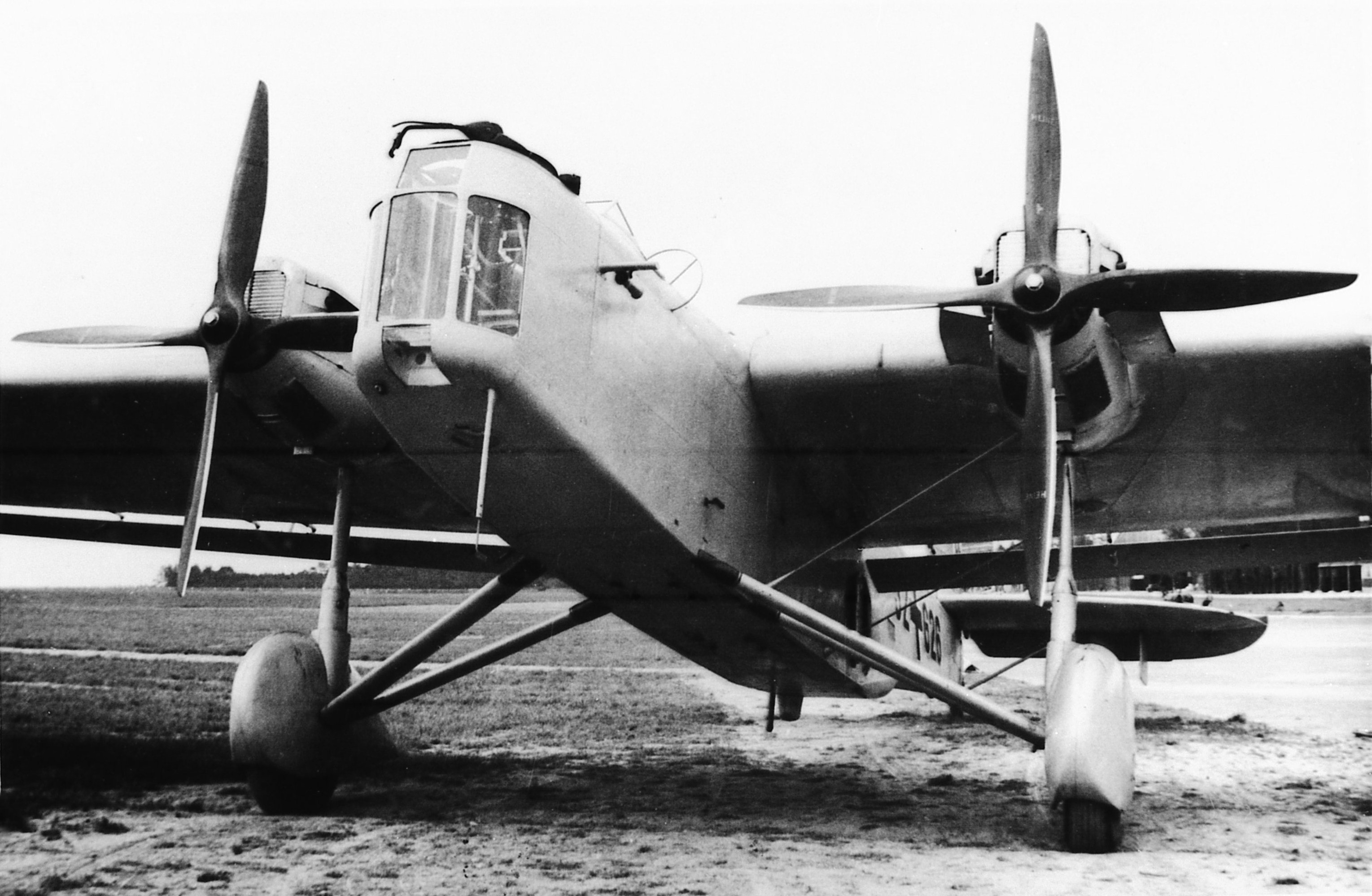
Dornier Do 23 '32+626' der 6. Staffel/Kampfgeschwader 153 auf dem Fliegerhorst Finsterwalde, um 1936/37

Nachdem die I. und II. Gruppe bereits im Jahr 1935 unter der Bezeichnung Fliegergruppe Merseburg und Fliegergruppe Finsterwalde aufgestellt wurden, bildete sich am 1. April 1936 der Geschwaderstab und die III. Gruppe. Anfangs flogen die Besatzungen mit der Junkers Ju 52/3m, eine reine Transportmaschine. Ab Oktober 1935 erhielten sie dann ihre ersten Dornier Do 23. Im August 1937 wurde die III. Gruppe mit der Junkers Ju 86 ausgerüstet. Dieser zweimotorige Bomber wurde ursprünglich für die zivile Luftfahrt entwickelt und hatte zwei Junkers Jumo 205 Dieselmotoren, die eine Leistung von insgesamt 1200 PS erbrachten. Damit erreichte der Bomber eine Höchstgeschwindigkeit von 325 km/h und eine Bombenlast von bis zu 1000 kg. Im Jahre 1938 ging die IV. Gruppe des Geschwaders nach Neubiberg (Lage) und nahm am Anschluss Österreichs teil. Am 1. November 1938 wurde die IV. Gruppe des Kampfgeschwaders 153 als II. Gruppe an das Kampfgeschwader 252 abgegeben. Im April 1939 verlegte die I. Gruppe nach Prag-Kbely. Am 1. Mai 1939 wurde das Geschwader in Kampfgeschwader 3 (Stab, II. und III. / Kampfgeschwader 3) umbenannt. Die I. Gruppe wurde zur I. / Kampfgeschwader 77. 

## Kommandeure

### Geschwaderkommodore
| Dienstgrad | Name             | Zeit                                 |
| ---------- | ---------------- | ------------------------------------ |
| Oberst     | Hans Siburg      | 1. April 1936 bis 31. August 1936    |
| Oberst     | Walter Sommé     | 1. November 1938 bis 31. Januar 1939 |
| Oberst     | Heinrich Seywald | 1. Februar 1939 bis 30. April 1939   |

### Gruppenkommandeure
I. Gruppe
- Major Walter Schwabedissen, 1. August 1935 bis 30. September 1936[7]
- Major Otto Hoffmann von Waldau, 1. Oktober 1936 bis 30. September 1937[8]
- Major Martin Balcke, ? bis 30. April 1939[9]

II. Gruppe
- Oberstleutnant Günther Ziegler, 1. März 1937 bis 1. März 1938[10]
- Hauptmann Ernst Exss, 1. März 1938 bis 30. November 1938[11]
- Oberstleutnant Hans Grund, 1. Dezember 1938 bis 30. April 1939[12]

III. Gruppe
- Major Robert Fuchs, 1. April 1936 bis 31. März 1938[13]
- Oberstleutnant Viktor Seebauer, 1. April 1938 bis 30. April 1939[14]

IV. Gruppe
- Oberstleutnant Wolfram von Richthofen, 15. März 1937 bis 30. September 1937[15]
- Oberstleutnant Horst Merz i. V., 1. Juni 1937 bis 30. August 1937[16]
- Oberstleutnant Bernhard Georgi, 1. Oktober 1937 bis 31. Oktober 1938[17]

## Bekannte Geschwaderangehörige
- Konrad Stangl (1913–1993), war 1969, als Generalleutnant der Luftwaffe der Bundeswehr, Leiter der Personalabteilung im Bundesministerium der Verteidigung